# 1. Fußballclub Union Berlin 1997-1998
Questa voce raccoglie le informazioni riguardanti il 1. Fußballclub Union Berlin nelle competizioni ufficiali della stagione 1997-1998.

## Stagione
Nella stagione 1997-1998 l'Union Berlino, allenato da Karsten Heine, Frank Vogel e Ingolf Weniger, concluse il campionato di Regionalliga nordest al 6º posto.

## Rosa
| N. |                                 | Ruolo | Calciatore       |
| -- | ------------------------------- | ----- | ---------------- |
| 2  | Germania (bandiera)             | D     | Gert Müller      |
| 3  | Germania (bandiera)             | D     | Ronny Nikol      |
| 13 | Germania (bandiera)             | A     | Georg Froese     |
| 14 | Germania (bandiera)             | D     | Lars Heller      |
|    | Germania (bandiera)             | P     | Oskar Kosche     |
|    | Germania (bandiera)             | D     | David Bergner    |
|    | Germania (bandiera)             | D     | Steve Burckhardt |
|    | Germania (bandiera)             | C     | Arijan Berisha   |
|    | Bosnia ed Erzegovina (bandiera) | C     | Almedin Civa     |
|    | Germania (bandiera)             | C     | Stephan Nevoigt  |
|    | Croazia (bandiera)              | C     | Denis Novacic    |
|    | Germania (bandiera)             | C     | Daniel Petrowsky |

| N. |                     | Ruolo | Calciatore          |
| -- | ------------------- | ----- | ------------------- |
|    | Germania (bandiera) | C     | Torsten Petzold     |
|    | Germania (bandiera) | C     | Ingolf Schneider    |
|    | Germania (bandiera) | C     | Roland Wendt        |
|    | Germania (bandiera) | A     | Thorsten Boer       |
|    | Germania (bandiera) | A     | Ronny Jank          |
|    | Germania (bandiera) | A     | Andreas Kossowski   |
|    | Germania (bandiera) | A     | Marco Küntzel       |
|    | Germania (bandiera) | A     | Stephan Schultze    |
|    | Germania (bandiera) | A     | Torsten Schutt      |
|    | Germania (bandiera) | A     | Norman Struck       |
|    | Germania (bandiera) | A     | Matthias Zimmerling |

## Organigramma societario
Area tecnica
- Allenatore: Ingolf Weniger
- Allenatore in seconda:
- Preparatore dei portieri:
- Preparatori atletici:
- Analisi video:

## Calciomercato

### Sessione estiva
| Acquisti | Acquisti            | Acquisti               | Acquisti |
| R.       | Nome                | da                     | Modalità |
| -------- | ------------------- | ---------------------- | -------- |
| C        | Arijan Berisha      | Oggersheim             |          |
| C        | Almedin Civa        | Reinickendorfer Füchse |          |
| C        | Ingolf Schneider    | Energie Cottbus        |          |
| A        | Stephan Schultze    | Reinickendorfer Füchse |          |
| A        | Matthias Zimmerling | Energie Cottbus        |          |

| Cessioni | Cessioni      | Cessioni        | Cessioni |
| R.       | Nome          | a               | Modalità |
| -------- | ------------- | --------------- | -------- |
| D        | Tom Persich   | Babelsberg      |          |
| D        | Gerald Klews  | Energie Cottbus |          |
| D        | Frank Placzek | Lichtenberg 47  |          |
| C        | Ervin Skela   | Erzgebirge Aue  |          |

### Sessione invernale
| Acquisti | Acquisti | Acquisti | Acquisti |
| R.       | Nome     | da       | Modalità |
| -------- | -------- | -------- | -------- |

| Cessioni | Cessioni         | Cessioni   | Cessioni |
| R.       | Nome             | a          | Modalità |
| -------- | ---------------- | ---------- | -------- |
| A        | Nico Patschinski | Babelsberg |          |

## Risultati

### Regionalliga

#### Girone di andata
| Arbitro: | Müller |

|                           |           |  |
| Lieberam 22’ Sandmann 52’ | Marcatori |  |

| Arbitro: | Hübner |

|                 |           |  |
| Patschinski 21’ | Marcatori |  |

| Berlino 10 agosto 1997, ore 14:00 CEST 3ª giornata | Union Berlino | 0 – 0 referto | Sachsen Lipsia | Stadio An der Alten Försterei (2 804 spett.)\| Arbitro: \| Spickenagel \| |
| Arbitro:                                           | Spickenagel   |               |                |                                                                           |

| Arbitro: | Cyrklaff |

|  |           |                 |
|  | Marcatori | 26’ Patschinski |

| Arbitro: | Koop |

|             |           |                    |
| Persich 36’ | Marcatori | 23’ Isa 83’ Melzig |

| Arbitro: | Robel |

|  |           |                 |
|  | Marcatori | 90’ (rig.) Civa |

| Arbitro: | Binkowski |

|                                                |           |  |
| Jank 34’ Civa 42’ (rig.) Meyer 60’ Berisha 82’ | Marcatori |  |

| Arbitro: | Weise |

|                          |           |  |
| Klenge 6’, 18’ Bartz 55’ | Marcatori |  |

| Berlino 20 settembre 1997, ore 14:00 CEST 9ª giornata | Union Berlino | 0 – 0 referto | Chemnitz | Stadio An der Alten Försterei (1 213 spett.)\| Arbitro: \| Robel \| |
| Arbitro:                                              | Robel         |               |          |                                                                     |

| Arbitro: | Dommaschk |

|               |           |           |
| Wiedemann 80’ | Marcatori | 31’ Nikol |

| Arbitro: | Reck |

|                                             |           |  |
| Struck 27’ Bergner 41’ Patschinski 50’, 60’ | Marcatori |  |

| Arbitro: | Sturm |

|  |           |                                             |
|  | Marcatori | 35’, 37’ Struck 56’ Patschinski 88’ Küntzel |

| Arbitro: | Sather |

|                 |           |  |
| Patschinski 82’ | Marcatori |  |

| Arbitro: | Cyrklaff |

|                       |           |  |
| Tautenhahn 45’ (rig.) | Marcatori |  |

| Arbitro: | Haack |

|                 |           |  |
| Patschinski 43’ | Marcatori |  |

| Arbitro: | Fleske |

|                       |           |                |
| Gütschow 25’ Wahl 51’ | Marcatori | 60’, 65’ Meyer |

| Arbitro: | Bley |

|                                          |           |           |
| Maek 55’ (aut.) Jank 60’ Patschinski 88’ | Marcatori | 38’ Lesch |

#### Girone di ritorno
| Arbitro: | Weber |

|                              |           |              |
| Schneider 3’ Patschinski 85’ | Marcatori | 71’ Maltritz |

| Potsdam 24 gennaio 1998, ore 14:00 CET 19ª giornata | Babelsberg | 0 – 0 referto | Union Berlino | Stadio Karl Liebknecht (3 000 spett.)\| Arbitro: \| Junghof \| |
| Arbitro:                                            | Junghof    |               |               |                                                                |

| Arbitro: | Weber |

|                       |           |                                       |
| Shala 43’ Golovan 87’ | Marcatori | 54’ Novacic 62’ Petrowsky 83’ Küntzel |

| Arbitro: | Wendorf |

|  |           |            |
|  | Marcatori | 75’ Treitl |

| Arbitro: | Schößling |

|                    |           |  |
| Aračić 73’ Isa 90’ | Marcatori |  |

| Arbitro: | Reimer |

|          |           |              |
| Jank 30’ | Marcatori | 82’ Spranger |

| Arbitro: | Kiefer |

|               |           |          |
| Blüthmann 89’ | Marcatori | 60’ Boer |

| Arbitro: | Zschoke |

|                              |           |           |
| Bergner 32’ Nikol 90’ (rig.) | Marcatori | 72’ Weber |

| Arbitro: | Spickenagel |

|           |           |  |
| Kunze 77’ | Marcatori |  |

| Arbitro: | Voigt |

|            |           |                        |
| Struck 87’ | Marcatori | 26’ Wiedemann 73’ Berg |

| Arbitro: | Scheibel |

|            |           |  |
| Traore 90’ | Marcatori |  |

| Arbitro: | Sturm |

|                                      |           |                          |
| Müller 20’ Schneider 32’ Bergner 76’ | Marcatori | 1’ Gerling 63’ Moustapha |

| Arbitro: | Wendorf |

|                 |           |               |
| Hahn 47’ (rig.) | Marcatori | 24’, 90’ Jank |

| Arbitro: | Fleske |

|                                         |           |                           |
| Boer 58’, 80’ Jank 73’ Nikol 88’ (rig.) | Marcatori | 53’ Stojku 75’ Tautenhahn |

| Arbitro: | Augar |

|                      |           |            |
| Schiemann 90’ (rig.) | Marcatori | 40’ Froese |

| Arbitro: | Robel |

|  |           |                         |
|  | Marcatori | 13’ Wahl 15’, 37’ Milde |

| Arbitro: | Binkowski |

|                        |           |                           |
| Lesch 65’ Krznaric 73’ | Marcatori | 22’ Küntzel 55’ Petrowsky |

## Statistiche

### Statistiche di squadra
| Competizione         | Punti | In casa | In casa | In casa | In casa | In casa | In casa | In trasferta | In trasferta | In trasferta | In trasferta | In trasferta | In trasferta | Totale | Totale | Totale | Totale | Totale | Totale | DR  |
| Competizione         | Punti | G       | V       | N       | P       | Gf      | Gs      | G            | V            | N            | P            | Gf           | Gs           | G      | V      | N      | P      | Gf     | Gs     | DR  |
| -------------------- | ----- | ------- | ------- | ------- | ------- | ------- | ------- | ------------ | ------------ | ------------ | ------------ | ------------ | ------------ | ------ | ------ | ------ | ------ | ------ | ------ | --- |
| Regionalliga nordest | 54    | 17      | 10      | 3       | 4       | 28      | 16      | 17           | 5            | 6            | 6            | 18           | 20           | 34     | 15     | 9      | 10     | 46     | 36     | +10 |
| Totale               | 54    | 17      | 10      | 3       | 4       | 28      | 16      | 17           | 5            | 6            | 6            | 18           | 20           | 34     | 15     | 9      | 10     | 46     | 36     | +10 |

### Andamento in campionato
| Giornata  | 1  | 2  | 3  | 4 | 5 | 6 | 7 | 8 | 9 | 10 | 11 | 12 | 13 | 14 | 15 | 16 | 17 | 18 | 19 | 20 | 21 | 22 | 23 | 24 | 25 | 26 | 27 | 28 | 29 | 30 | 31 | 32 | 33 | 34 |
| --------- | -- | -- | -- | - | - | - | - | - | - | -- | -- | -- | -- | -- | -- | -- | -- | -- | -- | -- | -- | -- | -- | -- | -- | -- | -- | -- | -- | -- | -- | -- | -- | -- |
| Luogo     | T  | C  | C  | T | C | T | C | T | C | T  | C  | T  | C  | T  | C  | T  | C  | C  | T  | T  | C  | T  | C  | T  | C  | T  | C  | T  | C  | T  | C  | T  | C  | T  |
| Risultato | P  | V  | N  | V | P | V | V | P | N | N  | V  | V  | V  | P  | V  | N  | V  | V  | N  | V  | P  | P  | N  | N  | V  | P  | P  | P  | V  | V  | V  | N  | P  | N  |
| Posizione | 16 | 11 | 10 | 8 | 9 | 8 | 6 | 6 | 7 | 7  | 7  | 5  | 5  | 6  | 5  | 6  | 4  | 4  | 4  | 4  | 4  | 5  | 6  | 5  | 4  | 7  | 9  | 9  | 8  | 5  | 4  | 3  | 5  | 6  |

Legenda:

Luogo: C = Casa; T = Trasferta. Risultato: V = Vittoria; N = Pareggio; P = Sconfitta.

### Statistiche dei giocatori
| D. Bergner     | 22 | 3 | 6 | 1 |
| A. Berisha     | 16 | 1 | 0 | 0 |
| T. Boer        | 12 | 3 | 0 | 0 |
| S. Burckhardt  | 1  | 0 | 0 | 0 |
| A. Civa        | 18 | 2 | 6 | 0 |
| G. Froese      | 13 | 1 | 0 | 0 |
| L. Heller      | 9  | 0 | 0 | 0 |
| R. Jank        | 26 | 6 | 0 | 0 |
| O. Kosche      | 34 | 0 | 0 | 0 |
| A. Kossowski   | 4  | 0 | 0 | 0 |
| M. Küntzel     | 26 | 3 | 2 | 1 |
| S. Meyer       | 18 | 3 | 5 | 0 |
| G. Müller      | 21 | 1 | 3 | 0 |
| S. Nevoigt     | 3  | 0 | 1 | 0 |
| R. Nikol       | 33 | 3 | 5 | 1 |
| D. Novacic     | 15 | 1 | 1 | 0 |
| N. Patschinski | 17 | 9 | 2 | 0 |
| T. Persich     | 16 | 1 | 6 | 0 |
| D. Petrowsky   | 31 | 2 | 5 | 1 |
| T. Petzold     | 32 | 0 | 5 | 0 |
| I. Schneider   | 30 | 2 | 6 | 0 |
| S. Schultze    | 16 | 0 | 4 | 0 |
| T. Schutt      | 2  | 0 | 0 | 0 |
| N. Struck      | 15 | 4 | 4 | 0 |
| R. Wendt       | 28 | 0 | 6 | 0 |
| M. Zimmerling  | 7  | 0 | 0 | 0 |